# Smithsonidrilus involutus
Smithsonidrilus involutus är en ringmaskart som beskrevs av Erséus 1990. Smithsonidrilus involutus ingår i släktet Smithsonidrilus och familjen glattmaskar. Inga underarter finns listade i Catalogue of Life.